# 새조개
새조개는 새조개과의 이매패류이다. 늑골이 있는 타원형 껍질은 너비가 6cm에 이르며 흰색, 황색 또는 갈색이다.

## 설명

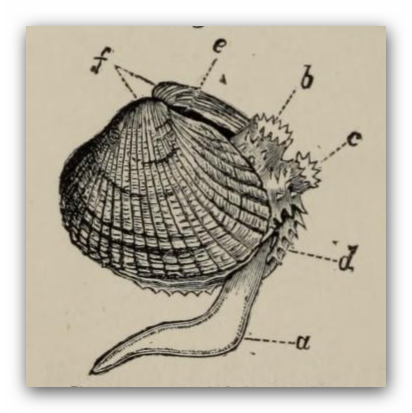

일반적으로 길이는 3.5~5cm에 이르지만, 때로는 6cm에 이른다. 껍질은 옅거나 희끄부레한 노란색, 지저분한 흰색 또는 갈색이다. 껍질은 타원형이며 껍질의 중간 부분이 납작한 갈비뼈로 덮여있다. 소화 기관은 밝은 갈색에서 짙은 녹색이다.
대조적으로 유사한 석호 새조개는 뒤쪽으로 길쭉한 껍질이 있고 검은색 소화 기관이 있으며 고인물의 기판에서 발견된다.

## 식용 방법

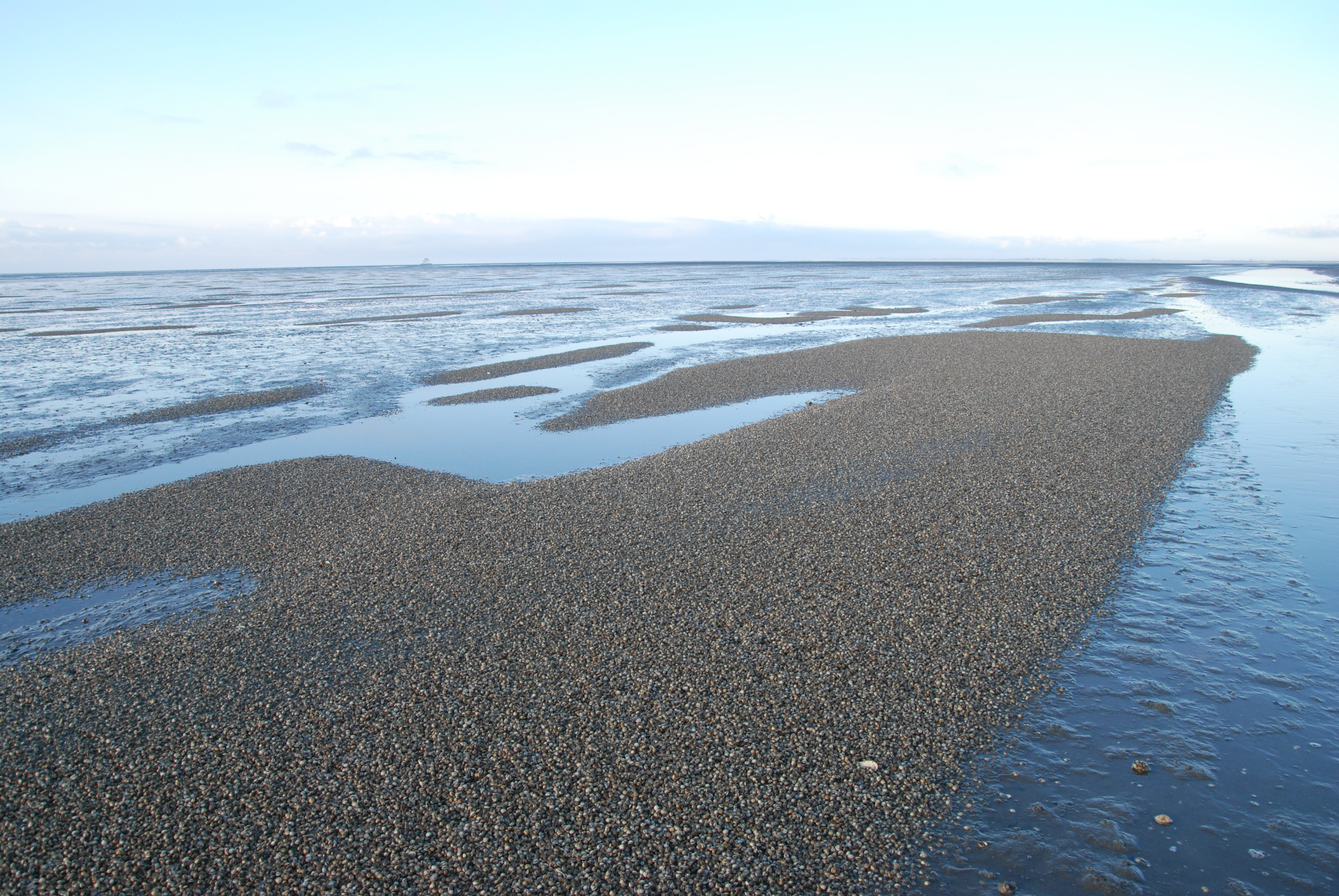

- 새조개 절임
- 새조개회